# ルディ・グーテンドルフ
ルディ・グーテンドルフ（ドイツ語: Rudi Gutendorf, 1926年8月30日 - 2019年9月13日）は、ドイツ・コブレンツ出身のサッカー選手、サッカー監督。選手時代のポジションはフォワード。

## 経歴
現役時代はTuSノイエンドルフに在籍し、右ウイングとしてプレーした。
現役引退後はゼップ・ヘルベルガーから指導を受けてサッカー指導者に転身。ドイツ国内を中心に各国のクラブ・代表チームで監督を歴任。マイデリッヒャーSV監督時代には守備的戦術をチームに導入して創設1年目の1963-64シーズンのブンデスリーガで2位に入り、シャルケ04監督時代の1969-70シーズンにはUEFAカップウィナーズカップでベスト4に導いた。
1984年、日本サッカーリーグ (JSL) 1部の読売サッカークラブ（現在の東京ヴェルディ1969）の監督に就任した。与那城ジョージを筆頭に南米路線を採っていたクラブに、ユーゴスラビアのヴィエラン・シムニッチやスコットランドのスティーブン・パターソンといった当時のJSLでは珍しいヨーロッパ出身の選手を加入させ、組織戦術や規律の導入を試みた。1984年シーズンにJSL・天皇杯の二冠を獲得。翌1985年シーズンにJSLカップ優勝を成し遂げたが、リーグ戦では不振が続き、1986年1月にクラブを去った。
2003年までにネパール代表、トンガ代表、ルワンダ代表など5大陸の代表チームを指導するなど、32か国55チームの監督を務めており、ギネス世界記録に登録されている。
2016年10月、ドイツ国内の難民を対象にしたチーム「TuSインターナショナル」の監督に就任した。
2019年9月13日に死去したと報じられた。

## 指導者歴
特記ないものはいずれもチーム監督。
| 01. | 1946 - 1954 | SVレングスドルフ                                     |
| 02. | 1954        | ロートヴァイス・コブレンツ                           |
| 03. | 1954        | VfBリュッツェル                                      |
| 04. | 1954        | SVブラウバッハ                                       |
| 05. | 1954        | TuSノイエンドルフ                                    |
| 06. | 1955        | FCブルースターズ・チューリッヒ                       |
| 07. | 1955 - 1960 | FCルツェルン                                         |
| 08. | 1961        | USモナスティル                                       |
| 09. | 1962 - 1963 | TSVマール・ヒュルス                                  |
| 10. | 1963 - 1964 | マイデリッヒャーSV                                   |
| 11. | 1965        | VfBシュトゥットガルト                                |
| 12. | 1966 - 1968 | セントルイス・スターズ                               |
| 13. | 1968        | バミューダ諸島代表                                   |
| 14. | 1968 - 1970 | シャルケ04                                           |
| 15. | 1970 - 1971 | キッカーズ・オッフェンバッハ                         |
| 16. | 1972        | スポルティング・クリスタル                           |
| 17. | 1972        | チリ代表                                             |
| 18. | 1974        | TSV1860ミュンヘン                                    |
| 19. | 1974        | 室内サッカーワールドカップ・マネージングダイレクター |
| 20. | 1974        | ボリビア代表                                         |
| 21. | 1974        | FCボリビア                                           |
| 22. | 1974        | ベネズエラ代表                                       |
| 23. | 1975        | レアル・バリャドリード                               |
| 24. | 1975 - 1976 | SCフォルトゥナ・ケルン                               |
| 25. | 1976        | トリニダード・トバゴ代表                             |
| 26. | 1976        | グレナダ代表                                         |
| 27. | 1976        | アンティグア・バーブーダ代表                         |
| 28. | 1976        | ボツワナ代表                                         |
| 29. | 1976 - 1977 | TBベルリン                                           |
| 30. | 1977        | ハンブルガーSV                                       |
| 31. | 1978        | オーストラリア代表                                   |
| 32. | 1980        | フィリピンでの国際サッカー連盟任命サッカー講師       |
| 33. | 1980        | ニューカレドニア代表                                 |
| 34. | 1981        | フィジーサッカー指導者育成責任者                     |
| 35. | 1981        | ネパール代表                                         |
| 36. | 1981        | トンガ代表                                           |
| 37. | 1981        | タンザニア代表                                       |
| 38. | 1981 - 1982 | ヤンガ・ダルエスサラーム                             |
| 39. | 1982        | タンザニア・アリーシャでのサッカー指導者育成責任者   |
| 40. | 1982 - 1984 | 読売サッカークラブ                                   |
| 41. | 1984        | ヘルタ・ベルリン                                     |
| 42. | 1984        | サントメ・プリンシペ代表                             |
| 43. | 1985        | ガーナ代表                                           |
| 44. | 1985        | ネパール代表                                         |
| 45. | 1986        | ネパールでのサッカー指導者育成責任者                 |
| 46. | 1987        | フィジーでのサッカー指導者育成責任者                 |
| 47. | 1987        | フィジー代表                                         |
| 48. | 1988        | 中国でのサッカー指導者育成責任者                     |
| 49. | 1988        | イランオリンピック代表                               |
| 50. | 1991 - 1992 | 中国オリンピック代表                                 |
| 51  | 1995 - 1996 | ジンバブエ代表                                       |
| 52. | 1997        | モーリシャス代表                                     |
| 53. | 1998        | TuSコブレンツスポーツディレクター                    |
| 54. | 1999        | ルワンダ代表                                         |
| 55. | 2003        | サモア代表                                           |
| 56. | 2016-2019   | TuSインターナショナル                                |